# Kuglački klub Brodosplit
Kuglački klub Brodosplit je hrvatski kuglački klub iz Splita. 
Klub je povremeni prvoligaš.

## Uspjesi
- prvenstvo Jugoslavije: 
  - prvaci (međunarodni način): 1980.
  - doprvaci (međunarodni način): 1977.

- Prvenstvo SR Hrvatske
  - prvak (međunarodni način): 1988.